# Cravaté domino
Le cravaté domino est une race de pigeon domestique appartenant à la catégorie des pigeons cravatés.

## Histoire
Ce pigeon, originaire d'Asie mineure, a été importé en Europe vers 1890 où il a été sélectionné pour en faire la race moderne actuelle, reconnaissable à sa tête colorée de noir comme ses ailes (forme en bouclier), le reste du corps étant blanc.

## Description
Ce pigeon plutôt petit et court sur pattes, d'allure élégante, est court et large, montrant un port fier. Son corps, ses cuisses et le bout de ses plumes alaires ont un plumage blanc. Ses ailes caudales, son croupion et son bouclier sont en revanche noirs, comme la tête. Une petite coquille se dresse à l'arrière de la tête et un jabot (cravate) se présente sur la gorge. Sa tête est globuleuse, son cou court et puissant, son bec est minuscule et ses pattes sont lisses et rouges.